# Ferrari F2005
De Ferrari F2005 is de 51ste eenzitter van Scuderia Ferrari, waarmee werd deelgenomen aan het seizoen 2005 in de Formule 1. In tegenstelling tot de vorige seizoenen waarin Ferrari uitermate succesvol was, was dit het slechtste seizoen sinds 1995. Critici waren het erover eens dat dat enigszins lag aan de banden van Bridgestone. Alle concurrenten reden in dat seizoen op de veel betere Michelin banden. Het beste resultaat dat seizoen was de 1-2 overwinning bij de grote prijs van de Verenigde Staten. Op de Indianapolis Motor Speedway verschenen na een negatief advies van bandenleverancier Michelin slechts zes auto's aan de start (auto's met Bridgestone banden), dit tot grote woede van de aanwezige toeschouwers. Michael Schumacher won die race met achter zich teamgenoot Rubens Barrichello. De twee andere deelnemende teams waren Jordan en Minardi.
Tijdens de eerste 2 Grote Prijzen werd er met de Ferrari F2004M gereden in 2005

## Resultaten
| Resultaat                     |
| ----------------------------- |
| Winnaar                       |
| Tweede plaats                 |
| Derde plaats                  |
| Gefinisht (punten)            |
| Gefinisht (geen punten)       |
| Niet geklasseerd (NC)         |
| Uitgevallen (DNF)             |
| Niet gekwalificeerd (DNQ)     |
| Gediskwalificeerd (DSQ)       |
| Niet gestart (DNS)            |
| Gewond (INJ)                  |
| Uitgesloten (EX)              |
| Teruggetrokken (WD)           |
| Niet deelgenomen (blanco cel) |
| vetgedrukt (pole position)    |
| cursief (snelste ronde)       |

| Jaar | Chassis       | Motor       | Banden | Coureurs           | 1   | 2   | 3   | 4   | 5   | 6   | 7   | 8   | 9   | 10  | 11  | 12  | 13  | 14  | 15  | 16  | 17  | 18  | 19  | Punten | WK-plaats |
| ---- | ------------- | ----------- | ------ | ------------------ | --- | --- | --- | --- | --- | --- | --- | --- | --- | --- | --- | --- | --- | --- | --- | --- | --- | --- | --- | ------ | --------- |
| 2005 | Ferrari F2005 | Ferrari V10 | B      |                    | AUS | MAL | BHR | SMR | SPA | MON | EUR | CAN | USA | FRA | GBR | DUI | HON | TUR | ITA | BEL | BRA | JPN | CHN | 100*   | Brons     |
| 2005 | Ferrari F2005 | Ferrari V10 | B      | Michael Schumacher |     |     | DNF | 2   | DNF | 7   | 5   | 2   | 1   | 3   | 6   | 5   | 2   | DNF | 10  | DNF | 4   | 7   | DNF | 100*   | Brons     |
| 2005 | Ferrari F2005 | Ferrari V10 | B      | Rubens Barrichello |     |     | 9   | DNF | 9   | 8   | 3   | 3   | 2   | 9   | 7   | 10  | 10  | 10  | 12  | 5   | 6   | 11  | 12  | 100*   | Brons     |
| Jaar | Chassis       | Motor       | Banden | Coureurs           | 1   | 2   | 3   | 4   | 5   | 6   | 7   | 8   | 9   | 10  | 11  | 12  | 13  | 14  | 15  | 16  | 17  | 18  | 19  | Punten | WK-plaats |

*90 van de 100 punten werden gescoord met de Ferrari F2005, de overige 10 werden met de Ferrari F2004M behaald.

### Eindstand coureurskampioenschap
- Michael Schumacher: 3e (62pnt*)
- Rubens Barrichello: 8e (38pnt*)

* Michael Schumacher scoorde 60 punten met de F2005 en Rubens Barrichello 30 punten